# توماش باگینسکی
توماش باگینسکی (لهستانی: Tomasz Bagiński; تلفظ لهستانی: [ˈtɔmaʂ baˈɡʲiɲskʲi]؛ زادهٔ ۱۰ ژانویهٔ ۱۹۷۶) یک تهیه‌کننده فیلم، کارگردان فیلم، و پویانما اهل لهستان است. بین سال‌های ۱۹۹۹ تا ۲۰۰۲، او بر روی نخستین فیلم کوتاه خود، کلیسای جامع کار می‌کرد که در سال ۲۰۰۲ جایزه اول سیگراف، بزرگ‌ترین جشنواره انیمیشن و جلوه‌های ویژه، را از آن خود کرد و یک سال بعد نامزد دریافت جایزه اسکار بهترین پویانمایی کوتاه شد. باگینسکی همچنین صحنه‌های از بازی کامپیوتری ویچر را که بر اساس کتاب‌های آندژی ساپکوفسکی ساخته شده، ساخته و در تهیه‌کنندگی سریال تلویزیونی ویچر نتفلیکس نیز همکاری داشته است.
از آثار او می‌توان به فیلم «کلیسای جامع» (۲۰۰۲) و همچنین کارگردانی بخش‌هایی از بازی‌های ویدئویی ویچر، ویچر ۲: قاتلین پادشاهان، ویچر ۳: وایلد هانت و سایبرپانک ۲۰۷۷ اشاره کرد.